# Lluita lleonesa
La lluita lleonesa (lucha leonesa o aluches) és una art marcial practicada a la província de Lleó que pot tenir els seus orígens en els pobladors preromans del nord de la península Ibèrica.
Es practica com a mínim des de l'edat mitjana i és un esport regulat des de 1920.
Es practica cos a cos i per parelles i consta d'una sèrie de claus o mañas mitjançant les quals hom intenta que l'adversari toqui el terra amb el tronc o els braços.